# Алгоритм свёрточного декодирования Витерби
В 1967 году Эндрю Витерби разработал и проанализировал алгоритм декодирования, основанный на принципе максимального правдоподобия. Алгоритм оптимизирован за счёт использования особенностей структуры конкретной решётки кода. Преимущество декодирования Витерби по сравнению с декодированием по методу полного перебора заключается в том, что сложность декодера Витерби не является функцией количества символов в последовательности кодовых слов.
Алгоритм включает в себя вычисление меры подобия (или расстояния), между сигналом, полученным в момент времени {\displaystyle t_{I}}, и всеми путями решётки, входящими в каждое состояние в момент времени {\displaystyle t_{i}}. В алгоритме Витерби не рассматриваются те пути решётки, которые, согласно принципу максимального правдоподобия, заведомо не могут быть оптимальными. Если в одно и то же состояние входят два пути, выбирается тот, который имеет лучшую метрику; такой путь называется выживающим. Отбор выживающих путей выполняется для каждого состояния. Таким образом, декодер углубляется в решётку, принимая решения путём исключения менее вероятных путей. Предварительный отказ от маловероятных путей упрощает процесс декодирования. В 1969 году Джим Омура (англ.) показал, что основу алгоритма Витерби составляет оценка максимального правдоподобия. Отметим, что задачу отбора оптимальных путей можно выразить как выбор кодового слова с максимальной метрикой правдоподобия или минимальной метрикой расстояния.

## Сущность метода
Наилучшей схемой декодирования корректирующих кодов является декодирование методом максимального правдоподобия, когда декодер определяет набор условных вероятностей {\displaystyle P(r/U_{i})}, соответствующих всем возможным кодовым векторам {\displaystyle U_{i}}, и решение принимает в пользу кодового слова, соответствующего максимальному {\displaystyle P(r/U_{i})}.
Для двоичного симметричного канала без памяти (канала, в котором вероятности передачи 0 и 1, а также вероятности ошибок вида 0 -> 1 и 1 -> 0 одинаковы, ошибки в j-м и i-м символах кода независимы) декодер максимального правдоподобия сводится к декодеру минимального хеммингова расстояния. Последний вычисляет расстояние Хемминга между принятой последовательностью r и всеми возможными кодовыми векторами {\displaystyle U_{i}} и выносит решение в пользу того вектора, который оказывается ближе к принятому.
Естественно, что в общем случае такой декодер оказывается очень сложным и при больших размерах кодов {\displaystyle n} и {\displaystyle k} практически нереализуемым.
Характерная структура сверточных кодов (повторяемость структуры за пределами окна длиной {\displaystyle n}) позволяет создать вполне приемлемый по сложности декодер максимального правдоподобия.

## Принцип работы декодера
На вход декодера поступает сегмент последовательности {\displaystyle r} длиной {\displaystyle b}, превышающей кодовую длину блока {\displaystyle n}. Назовем {\displaystyle b} окном декодирования. Сравним все кодовые слова данного кода (в пределах сегмента длиной {\displaystyle b}) с принятым словом и выберем кодовое слово, ближайшее к принятому. Первый информационный кадр выбранного кодового слова принимается в качестве оценки информационного кадра декодированного слова.
После этого в декодер вводится {\displaystyle n_{0}} новых символов, а введенные ранее самые старые {\displaystyle n_{0}} символов сбрасываются, и процесс повторяется для определения следующего информационного кадра.
Таким образом, декодер Витерби последовательно обрабатывает кадр за кадром, двигаясь по решетке, аналогичной используемой кодером. В каждый момент времени декодер не знает, в каком узле находится кодер, и не пытается его декодировать. Вместо этого декодер по принятой последовательности определяет наиболее правдоподобный путь к каждому узлу и определяет расстояние между каждым таким путём и принятой последовательностью. Это расстояние называется мерой расходимости пути. В качестве оценки принятой последовательности выбирается сегмент, имеющий наименьшую меру расходимости. Путь с наименьшей мерой расходимости называется выжившим путём.

## Пример

Схема кодера

Решетчатая диаграмма кодера

Рассмотрим работу декодера Витерби на простом примере. Полагаем, что кодирование производится с использованием сверточного (7,5)-кода.
Пользуясь решетчатой диаграммой кодера, попытаемся, приняв некоторый сегмент {\displaystyle r}, проследить наиболее вероятный путь кодера. При этом для каждого сечения решетчатой диаграммы будем отмечать меру расходимости пути к каждому её узлу.
Предположим, что передана кодовая последовательность U = (00000000…), а принятая последовательность имеет вид r = (10001000…), то есть в первом и в третьем кадрах кодового слова возникли ошибки. Как мы уже убедились, процедура и результат декодирования не зависят от передаваемого кодового слова и определяются только ошибкой, содержащейся в принятой последовательности. Поэтому проще всего считать, что передана нулевая последовательность, то есть U = (00000000…).
Приняв первую пару символов (10), декодер определяет меру расходимости для первого сечения решетки, приняв следующую пару символов (00), — для второго сечения и т. д. При этом из входящих в каждый узел путей оставляем путь с меньшей расходимостью, поскольку путь с большей на данный момент расходимостью уже не сможет стать в дальнейшем короче.
Заметим, что для рассматриваемого примера начиная с четвёртого уровня метрика (или мера расходимости) нулевого пути меньше любой другой метрики. Поскольку ошибок в канале больше не было, ясно, что в конце концов в качестве ответа будет выбран именно этот путь. Из этого примера также видно, что выжившие пути могут достаточно долго отличаться друг от друга.
Однако на шестом-седьмом уровне первые семь ребер всех выживших путей совпадут друг с другом. В этот момент согласно алгоритму Витерби и принимается решение о переданных символах, так как все выжившие пути выходят из одной вершины, то есть соответствуют одному информационному символу.

Процесс декодирования

Глубина, на которой происходит слияние выживших путей, не может быть вычислена заранее; она является случайной величиной, зависящей от кратности и вероятности возникающих в канале ошибок. Поэтому на практике обычно не ждут слияния путей, а устанавливают фиксированную глубину декодирования.
На шаге i) степень различия метрик правильного и неправильного путей достаточно велика ({\displaystyle d_{correct}=2}, {\displaystyle d_{error}=4}), то есть в данном случае можно было бы ограничить глубину декодирования величиной {\displaystyle b<=6}. Но иногда более длинный к данному сечению путь может оказаться в конечном итоге самым коротким, поэтому особенно увлекаться уменьшением размера окна декодирования b с целью упрощения работы декодера не стоит.
На практике глубину декодирования обычно выбирают в диапазоне {\displaystyle n<b<n+l}, где {\displaystyle l} — число исправляемых данным кодом ошибок.
Несмотря на наличие в принятом фрагменте двух ошибок, его декодирование произошло без ошибки и в качестве ответа будет принята переданная нулевая последовательность.